# Bipolartransistor mit isolierter Gate-Elektrode

Schaltzeichen der vier IGBT-Typen nach DIN EN 60617-5

Ein Bipolartransistor mit isolierter Gate-Elektrode (englisch insulated-gate bipolar transistor, kurz IGBT nach JEDEC, auch selten nach der Bezeichnung der ehemaligen Firma Radio Corporation of America (RCA) als englisch Conductivity Modulated Field Effect Transistor kurz COMFET bezeichnet) ist ein Halbleiterbauelement, das in der Leistungselektronik verwendet wird, da es Vorteile des Bipolartransistors (gutes Durchlassverhalten, hohe Sperrspannung, Robustheit) und Vorteile eines Feldeffekttransistors (nahezu leistungslose Ansteuerung) vereinigt.
Es gibt vier verschiedene Grundtypen von IGBTs, welche durch vier verschiedene Schaltsymbole dargestellt werden. Je nach Dotierung des Grundmaterials lassen sich n- und p-Kanal-IGBTs herstellen. Diese unterteilen sich jeweils in einen selbstleitenden und einen selbstsperrenden Typ. Diese Eigenschaft ist im Rahmen des Herstellungsprozesses wählbar. In den Schaltsymbolen ist bei selbstleitenden IGBTs, auch als Verarmungs-Typ bezeichnet, eine durchgezogene Linie zwischen den Anschlüssen Kollektor (C) und Emitter (E) gezeichnet. Diese Linie ist bei den selbstsperrenden Typen, auch Anreicherungs-Typ bezeichnet, unterbrochen dargestellt. Der Gate-Anschluss (G) dient bei allen Typen als Steueranschluss.
Der IGBT wurde im Jahr 1990 von B. Jayant Baliga für General Electric zum Patent angemeldet.

## Aufbau und Funktionsweise

Schematischer Aufbau eines PT-n-Kanal-IGBTs

Ersatzschaltbild eines IGBT

IGBTs sind eine Weiterentwicklung des vertikalen Leistungs-MOSFETs. Die Abbildung zeigt einen vertikalen Schnitt durch einen n-Kanal-IGBT.
Der IGBT ist ein Vierschicht-Halbleiterbauelement, das mittels eines Gates gesteuert wird. Er besitzt ein meist homogenes hochdotiertes p-Substrat (n-Kanal-IGBT) mit einem speziell ausgebildeten p-n-Übergang auf der Rückseite. Auf dem Trägermaterial wird eine schwachdotierte n-Epitaxieschicht aufgebracht und anschließend die p-Kathodenwannen (manchmal hochdotiert) und hochdotierte n-Inseln durch Diffusion eingebracht. So entsteht eine n+pnp+-Struktur für einen n-Kanal-IGBT. P-Kanal-IGBT besitzen entsprechend eine p+npn+-Struktur.
Für die Funktion des IGBTs sind der p-n-Übergang und das Gate verantwortlich. Es entsteht eine Darlington-Schaltung aus einem n-Kanal-FET und einem pnp-Transistor.
An den Kollektor wird (bezogen auf den Emitter) ein positives Potential angelegt, so dass der rückseitige Übergang sich im Vorwärtsbetrieb und nicht im inversen Sperrbetrieb befindet. Der Vorwärtsbetrieb lässt sich in zwei Bereiche aufteilen: in einen Sperr- und einen Durchlassbereich.
Solange die Schwellenspannung (Gate-Emitter-Spannung, UGE) des FETs nicht erreicht ist, befindet sich der IGBT im Sperrbetrieb. Wird die Spannung UGE erhöht, gelangt der IGBT in den Durchlassbereich. Es bildet sich wie bei normalen MIS-Feldeffekttransistoren unterhalb des Gates in der p-Kathodenwanne ein leitender n-Kanal aus. Dieser ermöglicht den Elektronentransport vom Emitter in die Epitaxieschicht. Da der rückseitige p-n-Übergang in Durchlassrichtung geschaltet ist, werden aus dem p+-Substrat Löcher in die Epitaxieschicht injiziert, dabei entsteht ein Elektronen-Lochplasma, das für die eigentliche Leitung sorgt. Dieses Plasma muss bei jedem Umschaltvorgang auf- bzw. abgebaut werden, wodurch höhere Schaltverluste als bei Leistungs-MOSFET entstehen. Beim Abbau dieses Plasmas kann es auch dazu kommen, dass der IGBT erneut kurzzeitig durchschaltet.
Wie in der Abbildung zu sehen ist, birgt die Vierschicht-Halbleiteranordnung die Gefahr eines parasitären Thyristors, der aus dem pnp-Transistor und einem parasitären npn-Transistor gebildet wird. Ähnlich wie bei CMOS-Schaltungen kann es bei IGBTs daher zum sogenannten Latch-Up-Effekt kommen, d. h., der Thyristor zündet, und es fließt ein Strom, der nicht über das Gate gesteuert werden kann.

## Eigenschaften

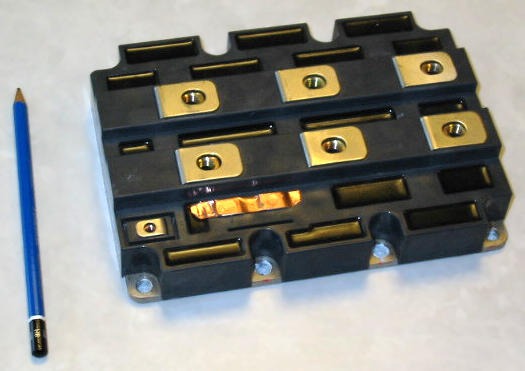
IGBT-Modul (IGBTs und Freilaufdioden) mit einem Nennstrom von 1200 A und einer maximalen Spannung von 3300 V

- Über die Kollektor-Emitter-Strecke eines IGBT fällt wie beim Bipolartransistor mindestens die Schleusenspannung ab. Bei Nennstrom sind das typischerweise je nach Sperrspannung 1,7 V bis 3 V. Das macht sie für niedrige Spannungen uninteressant.
- Die Durchlassverluste bei hohen Strömen sind um einiges kleiner gegenüber vergleichbaren Feldeffekttransistoren mit hohen Sperrspannungen.
- Beim IGBT handelt es sich wie beim FET um ein spannungsgesteuertes Bauelement.
- Im Gegensatz zu Leistungs-MOSFETs können Punch-Through-IGBTs (PT-IGBT) zur Erhöhung der Stromtragfähigkeit nicht ohne weiteres parallel geschaltet werden. Non-Punch-Through-IGBTs (NPT-IGBT) hingegen besitzen wie die Leistungs-MOSFETs einen positiven Temperaturkoeffizienten und können parallel geschaltet werden. In den meisten IGBT-Hochleistungsmodulen wird das auch getan.
- Der IGBT ist in Rückwärtsrichtung nur begrenzt sperrfähig. Meist ist bereits im Gehäuse eine Freilaufdiode mit kurzen Schaltzeiten zwischen Emitter und Kollektor eingebaut, die in Rückwärtsrichtung leitet. Andernfalls muss bei Bedarf eine externe Freilaufdiode ergänzt werden.

Nachteilig sind die gegenüber Leistungs-MOSFETs großen Schaltverluste, besonders beim Abschalten (Stromschweif).
Die markanten Vorteile von IGBTs sind die hohen Spannungs- und Stromgrenzen:
Spannungen von bis zu 6500 V und Ströme von bis zu 3600 A bei einer Leistung von bis zu 100 MW. Die durch die Schaltverluste begrenzte maximale Frequenz beträgt um die 200 kHz.

## Anwendungen

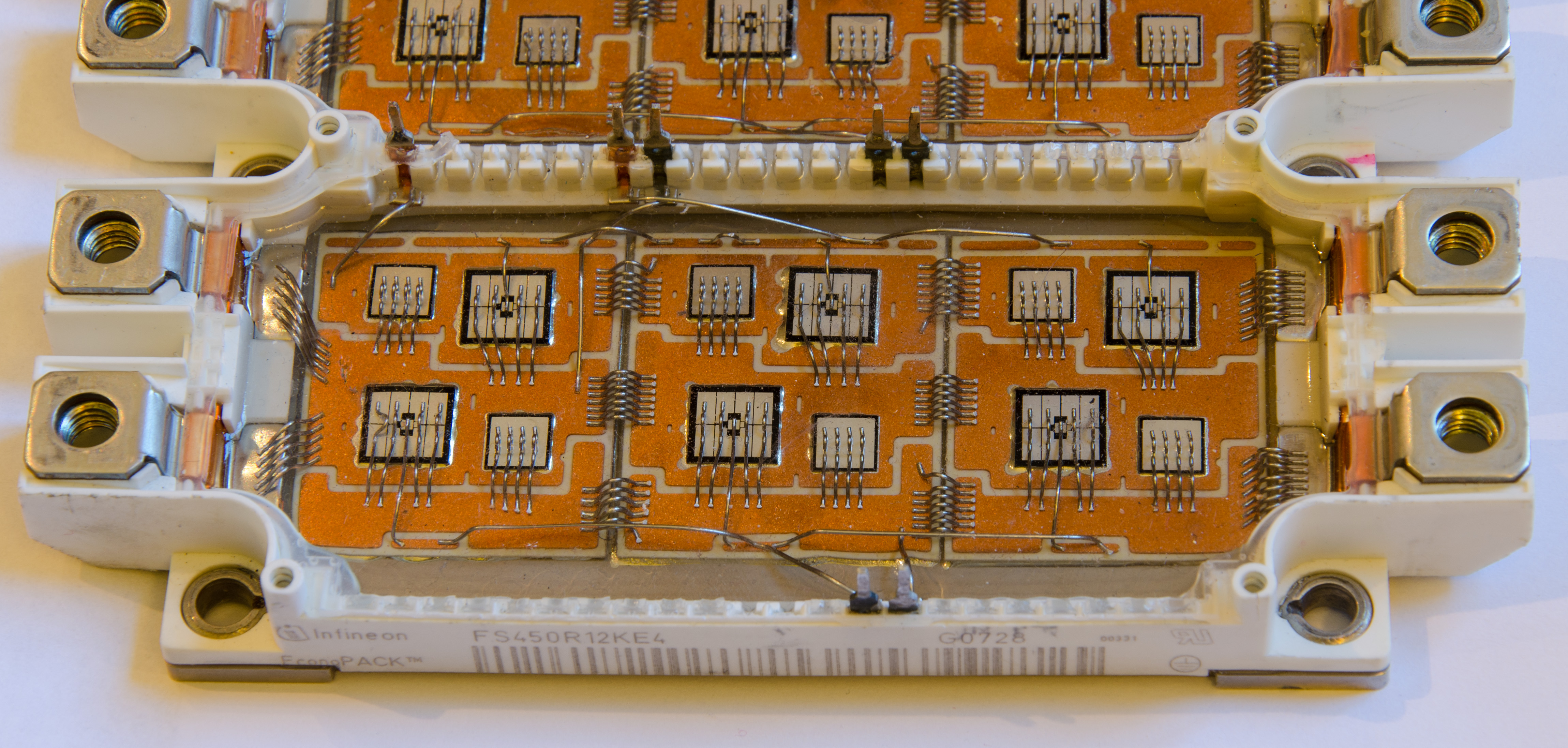
Geöffnetes IGBT-Modul für 1200 V / 450 A

IGBTs werden unter anderem im Hochleistungsbereich eingesetzt, da sie über eine hohe Vorwärts-Sperrspannung (derzeit bis 6600 V) verfügen und hohe Ströme (bis etwa 3000 A) schalten können. In der Antriebstechnik (z. B. im Triebfahrzeugbau) ersetzen sie in Pulswechselrichtern für Drehstrommaschinen inzwischen weitgehend die vorher gebräuchlichen Schaltungen mit GTO-Thyristoren.
Einsatzgebiete sind u. a.:
- Schaltnetzteile
- Frequenzumrichter in der Antriebstechnik, in Induktionsöfen und Induktions-Kochfeldern
- Hochfrequenzgeneratoren und Rundfunksender
- Gleichstromsteller
- USV-Anlagen
- Dimmer in Verbindung mit elektronischen Transformatoren (z. B. für Halogen-Niedervoltlampen)
- Phasenanschnittsteuerungen
- Hochspannungs-Gleichstromübertragung
- Wechselrichter
- Halbleiter-Relais
- Schweißgeräte
- Elektroautos